# Чёрная суббота (фильм)
«Чёрная суббота» (чеш. Černá sobota) — чехословацкий фильм 1960 года режиссёра Мирослава Губачека.

## Сюжет
Фильм представляет собой криминальную историю о, казалось бы, обычной краже нескольких литров алкоголя из припаркованного автомобиля, которая, однако, угрожает жизни десятков людей, поскольку это смертельно ядовитый метиловый спирт.
При расследовании устанавливается, что погибший — обычный продавец газет Резек — не был убит, а умер от отравления метиловым суррогатным алкоголем. Один из его собутыльников тоже умер от отравления, другой ослеп. Сотрудники общественной безопасности усиленно ищут жену погибшего Велену, поехавшую к кому-то на свадьбу и взявшую с собой три литра того самого суррогатного алкоголя. Начинается гонка на время и сложный квест : к кому на свадьбу отправилась Велена, ведь необходимо избежать массового отравления гостей свадьбы.

## В ролях
В главных ролях:
- Рудольф Дейл мл. — Вацлав Гаек, инспектор полиции, поручик
- Зденек Дите — лейтенант Блага
- Лубор Токош — капитан Драгота

В остальных ролях:
- Дана Медржицка — Вера Резкова
- Йосеф Бек — Ян Валена, шофёр
- Франтишек Голар — Резек
- Франтишек Филиповский — Вацлав Кубичек
- Милош Ваврушка — Войта, лаборант
- Йозеф Кемр — старшина Белка
- Антонин Шура — трубач
- Яна Коулова — Гайкова
- Хануш Бор — Гонзик, сын Валены
- Олдржих Лукеш — Йилек
- Вацлав Выдра — Ондрашек
- Зденек Кутил — Малек, пьяница
- Йозеф Бейвл — Гатина, пьяница
- Карел Эффа — пассажир в поезде
- Станислав Фишер — пассажир в поезде
- Мирко Мусил — кассир на вокзале
- Йозеф Глиномаз — Вена, шофёр
- Арношт Фалтынек — мужчина в автомобиле
- Отакар Броусек ст. — майор
- Иванка Девата — секретарь
- Олдржих Гоблик — главврач
- Йосеф Коза — чиновник
- Гермина Войтова — квартирная хозяйка
- Ярослав Моучка — Рудольф Штибр, жених
- Римма Шорохова — невеста

## Критика
Критика упрекнула картину в шаткости жанра — ближе к концу фильм становится похож на комедию, но высоко оценила актёрскую игру и операторскую работу: события первой части фильма, происходящие ночью, удачно сняты с использованием контраста силуэтов и теней, благодаря чему фильм «выигрывает благодаря уникальному стилю нуар».